# Place de l'Abbé-Georges-Hénocque
La place de l’Abbé-Georges-Hénocque est une voie du 13e arrondissement de Paris située au sud de la place d'Italie, à mi-chemin de la poterne des Peupliers sur le boulevard Kellermann.

## Situation et accès
De forme circulaire avec un diamètre de 70 mètres et un square en son centre, elle est située au cœur du quartier de la Maison-Blanche. Elle est environnée d'un quartier de petits pavillons ouvriers aux teintes pastel ou en meulière, construits au début du XXe siècle. C'est la place centrale de ce quartier surtout résidentiel. La Bièvre passe sous la place pour contourner la Butte-aux-Cailles par l'ouest.
La place de l’Abbé-Georges-Hénocque est notamment desservie à proximité par la ligne 7 du métro de Paris aux stations Tolbiac et Maison Blanche ainsi que par la ligne 3a du tramway d'Île-de-France.

## Origine du nom
Elle porte le nom de l'abbé Georges Hénocque (1870-1959), aumônier dans le 13e arrondissement et résistant pendant la Seconde Guerre mondiale.

## Historique
Créée en 1910 avec le nom officieux de « place des Peupliers », elle a reçu en 1968 le nom de « place de l'Abbé-Georges-Hénocque ».
Pierre Goldman y a été assassiné le 20 septembre 1979.

## Bâtiments remarquables et lieux de mémoire
- Au no  2 de la place, l'immeuble en briques jaunes, caractéristique du style de cette époque, construit entre 1913 et 1921 par l'architecte Henri Viet en tant qu'Institut d'hygiène sociale pour la protection mutuelle des chemins de fer, aujourd'hui Mutuelle générale des cheminots[3].
- L'hôpital privé des Peupliers, propriété de la Générale de Santé, anciennement hôpital de la Croix-Rouge, au no 8 de la place.
- Le square de l'Abbé-Georges-Hénocque, situé au centre de la place.
- Autour de la place, plusieurs lotissements de maisons individuelles, dont le plus ancien à partir de 1908 à l'initiative de l'Association fraternelle des employés et ouvriers des chemins de fer français (section Paris Métropolitain), dont la création remontait à 1880. Le plus remarquable est celui de la rue Dieulafoy, où quarante-quatre maisons presque identiques ont été construites à partir de 1921 par l'architecte Henry Trésal, auteur en 1929, avec son confrère Adolphe Thiers, de la cité Montmartre-aux-artistes[4],[5].

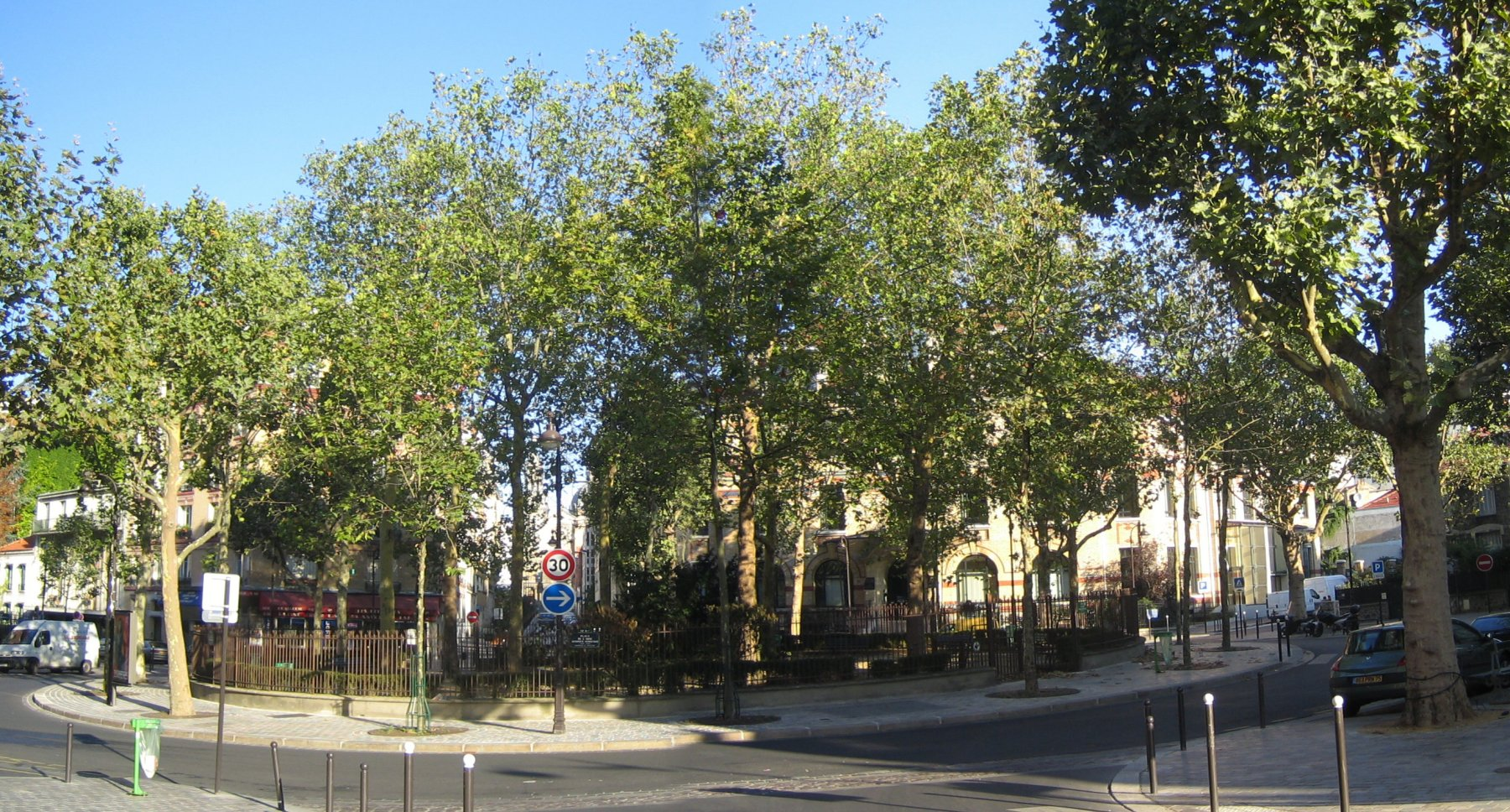
Vue de la place.
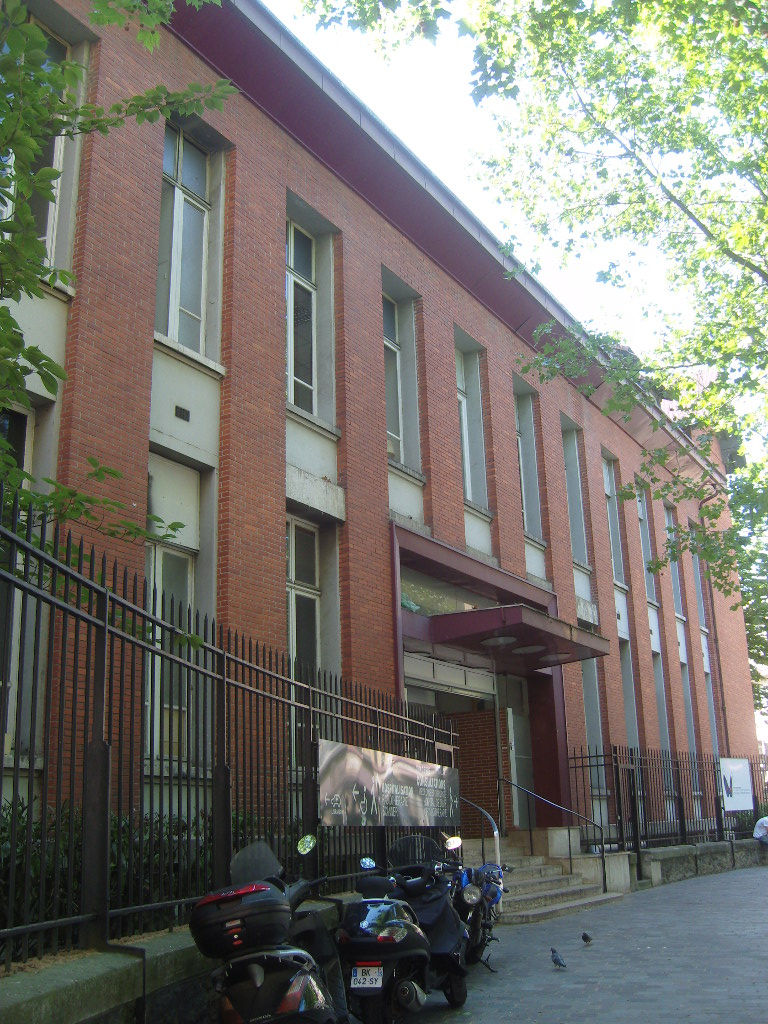
L'hôpital des Peupliers.
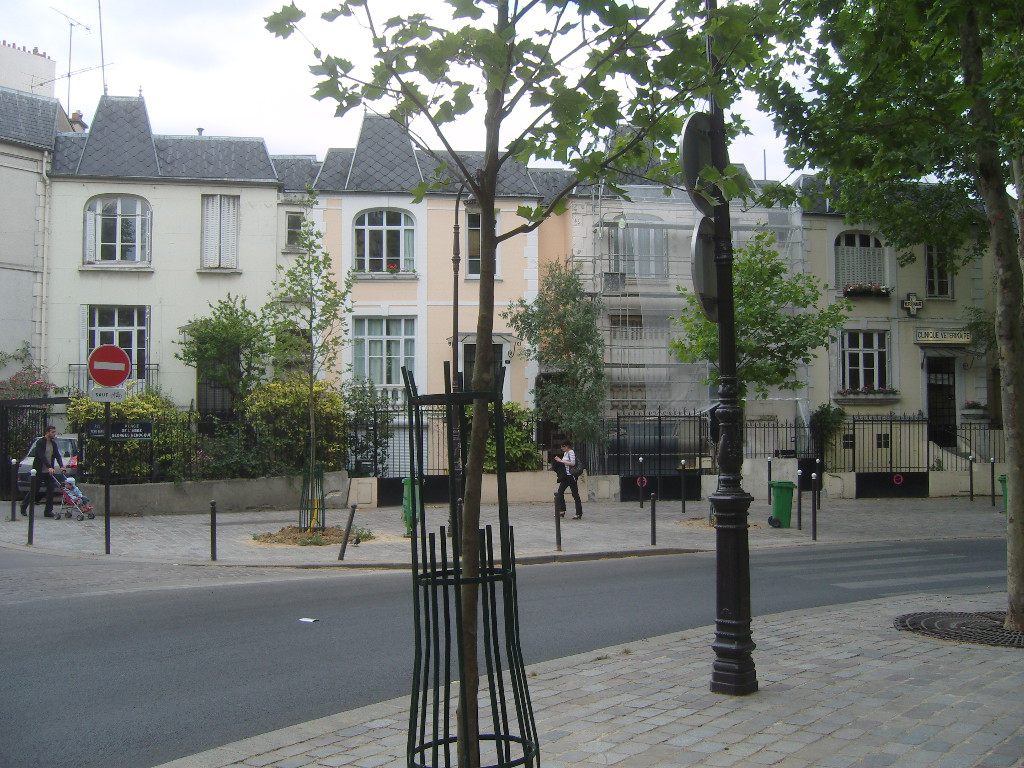
Les « petites maisons » caractéristiques du quartier.
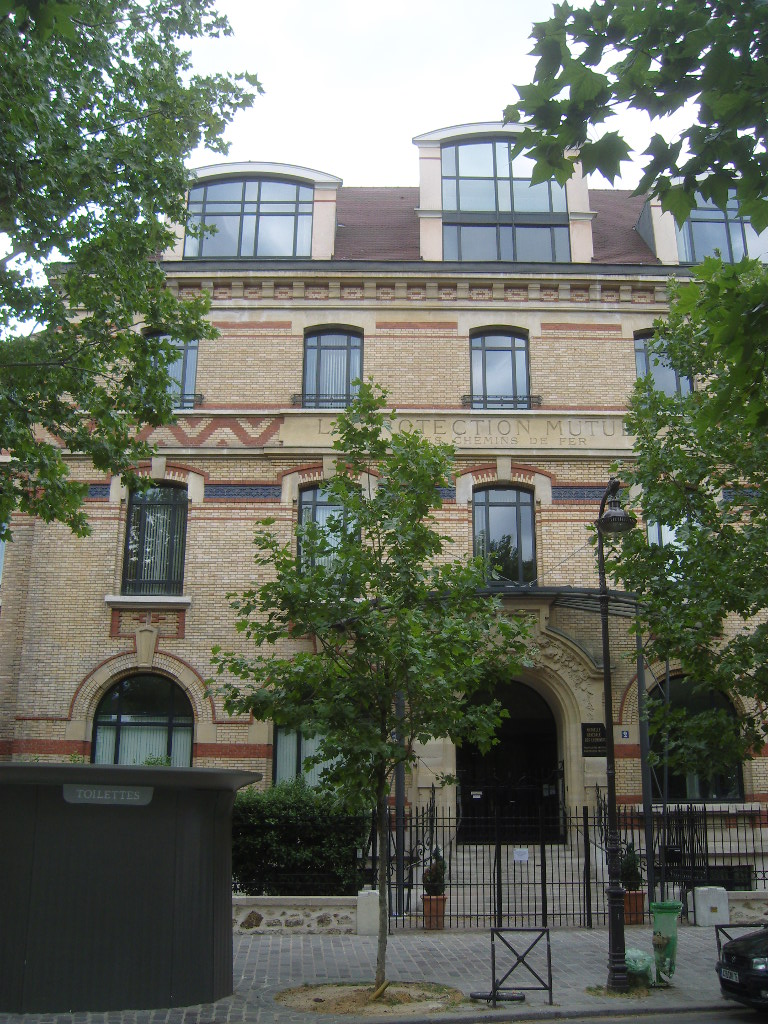
La Mutuelle générale des cheminots.